# Edictul de la Turda

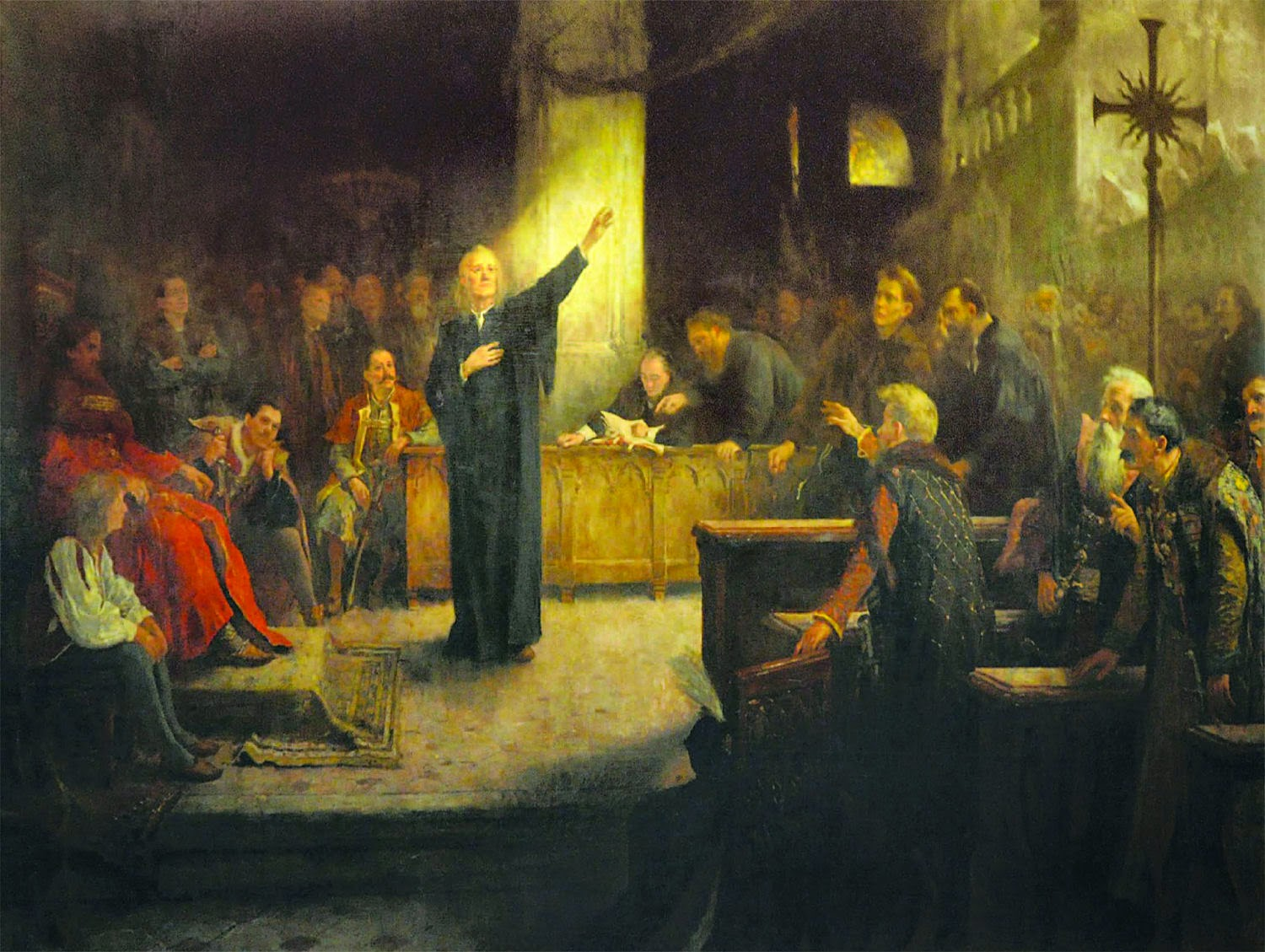
Francisc David în fața Dietei de la Turda, pictură de Aladár Körösfői-Kriesch (1898), Muzeul de Istorie din Turda

Edictul de la Turda (în maghiară tordai ediktum, în germană Edikt von Thorenburg) a fost emis în 1568 de Dieta Transilvaniei întrunită la Turda, decret prin care a fost proclamată libertatea conștiinței și a toleranței religioase pentru toți locuitorii Transilvaniei. Edictul de la Turda a fost promulgat de Ioan Sigismund Zápolya, principele Transilvaniei. Este primul edict de acest fel din istoria Europei moderne. Documentul original este păstrat la Muzeul Brukenthal din Sibiu.
Edictul a fost emis pentru a nu se ajunge la luptele religioase sângeroase izbucnite între catolici și protestanți în Europa Occidentală, în urma declanșării procesului de reformă protestantă a călugărului Martin Luther din 1517. 
Conform edictului, nici o persoană nu putea să fie dezavantajată din cauza confesiunii sale și nimănui nu i se putea impune o credință sau alta, deoarece credința provine de la Dumnezeu.
Edictul din Turda nu precizează în particular nici o confesiune religioasă, ceea ce a condus la conflicte între diferitele confesiuni protestante. De aceea, în 1571, principele Ștefan Bathory a emis, în completare, Edictul de la Târgu Mureș, în care a precizat că religiile recepte sunt cea romano-catolică, calvinistă, luterană și unitariană, interzicând orice inovații religioase. În Transilvania, ortodoxia și iudaismul aveau statut de religii tolerate („religio tolerata“).
Adunarea Dietei întrunită la Turda în 1568 a legiferat definitiv statutul de națiune tolerată a românilor ortodocși din Transilvania. Astfel, ea stabilea că, alături de cele trei religii de stat «recepte» – catolicismul, luteranismul și calvinismul – mai este recunoscută a patra, unitarianismul, considerat în Europa acelui timp o erezie pentru că nega Sfânta Treime și originea divină a lui Iisus Cristos. În ceea ce privește religia ortodoxă, cu toată proclamarea formală a libertății de credință, ea rămânea pe mai departe doar o religie tolerată, în acest fel menținându-se pentru populația majoritară românească o condiție confesională inferioară.
David Prodan arată în lucrarea sa „Supplex libellus valachorum”: „Recunoscând religiile recepte, Dieta de la Turda interzicea orice altă inovație religioasă (…) cu aceasta se stabileau cele patru religii legale: catolică, calvină, luterană și unitariană. (…) ele erau religiile celor trei națiuni etnice, ale ungurilor, secuilor și sașilor. Rămânea pe dinafară, acum, religia ortodoxă. Sistemul politic se completează, se definitivează, se așează pe trei națiuni și patru religii recepte. (…) Națiunile și religiile constituționale lăsau acum pe dinafară întreg poporul român, și mai precis, ortodox”.
Libertatea religioasă a rămas, oricum, piatra de încercare pentru mulți principi ai Transilvaniei: Ștefan Bocskai, Gabriel Bethlen și cei care au urmat. Respectarea acesteia a fost o condiție pusă de nobilimea transilvăneană, după supunerea Principatului Transilvaniei sub Imperiul Austriac, prin Diploma Leopoldină din 1691.

## Vezi și
- Biserica Romano-Catolică din Turda
- Confederația de la Varșovia (1573)
- Decretul de la Turda
- Ioan Sigismund Zápolya
- Istoria Turzii
- Religia în România
- Turda

## Legături externe
- Întemeierea unei noi religii mondiale la Turda